# Australische Cricket-Nationalmannschaft in den West Indies in der Saison 1994/95
Die Tour der australischen Cricket-Nationalmannschaft in die West Indies in der Saison 1994/95 fand vom 8. März bis zum 3. Mai 1995 statt. Die internationale Cricket-Tour war Bestandteil der Internationalen Cricket-Saison 1994/95 und umfasste vier Tests und fünf ODIs. Australien gewann die Test-Serie 2–1, während die West Indies die ODI-Serie 4–1 gewannen.

## Vorgeschichte
Die West Indies spielten zuvor eine Tour in Neuseeland, Australien ein Vier-Nationen-Turnier in Neuseeland
Das letzte Aufeinandertreffen der beiden Mannschaften fand in der Saison 1992/93 in Australien statt.

## Stadien
Die folgenden Stadien wurden für die Tour als Austragungsort vorgesehen.
| Stadt         | Land                           | Stadion                   | Kapazität | Spiele               |
| ------------- | ------------------------------ | ------------------------- | --------- | -------------------- |
| Bridgetown    | Barbados                       | Kensington Oval           | 11.000    | 1. Test; 1. ODI      |
| Georgetown    | Guyana                         | Bourda Cricket Ground     | 25.000    | 5. ODI               |
| Kingston      | Jamaika                        | Sabina Park               | 20.000    | 4. Test              |
| Kingstown     | St. Vincent und die Grenadinen | Arnos Vale Stadium        | 18.000    | 4. ODI               |
| Port of Spain | Trinidad und Tobago            | Queen’s Park Oval         | 25.000    | 3. Test; 2. & 3. ODI |
| St. John’s    | Antigua und Barbuda            | Antigua Recreation Ground | 12.000    | 2. Test              |

## Kaderlisten
Die folgenden Kader wurden von den Mannschaften benannt.
| Test | Test | ODI | ODI |
| West Indies | Australien | West Indies | Australien |
| --- | --- | --- | --- |
| - Jimmy Adams - Curtly Ambrose - Keith Arthurton - Kenny Benjamin - Kenny Benjamin - Courtney Browne - Sherwin Campbell - Carl Hooper - Brian Lara - Junior Murray - Richie Richardson - Courtney Walsh - Stuart Williams | - Greg Blewett - David Boon - Ian Healy - Brendon Julian - Glenn McGrath - Paul Reiffel - Michael Slater - Mark Taylor - Shane Warne - Steve Waugh - Mark Waugh | - Jimmy Adams - Curtly Ambrose - Keith Arthurton - Kenny Benjamin - Sherwin Campbell - Vasbert Drakes - Roland Holder - Carl Hooper - Brian Lara - Junior Murray - Richie Richardson - Phil Simmons - Courtney Walsh - Stuart Williams | - Greg Blewett - David Boon - Damien Fleming - Ian Healy - Brendon Julian - Justin Langer - Tim May - Craig McDermott - Glenn McGrath - Ricky Ponting - Paul Reiffel - Michael Slater - Mark Taylor - Shane Warne - Steve Waugh - Mark Waugh |

## Tour Matches
| 20. – 22. März Scorecard | Georgetown | Guyana 105 (44.5) & 207 (58.4)                    | – | Australians 373 (90.1) |
|                          |            | Australians gewinnt mit einem Innings und 61 Runs |   |                        |

| 25. – 28. März Scorecard | Castries | Australians 322-5d (83) | – | West Indies Board President’s XI 261-5 (63) |
|                          |          | Remis                   |   |                                             |

| 15. – 17. April Scorecard | Basseterre | West Indies Board XI 261 (81.1) & 253-6 (67) | – | Australians 317 (94.4) |
|                           |            | Remis                                        |   |                        |

## One-Day Internationals

### Erstes ODI in Bridgetown
| 8. März Scorecard | Bridgetown | West Indies 257 (49.4)         | – | Australien 251-6 (50) |
|                   |            | West Indies gewinnt mit 6 Runs |   |                       |

### Zweites ODI in Port of Spain
| 11. März Scorecard | Port of Spain | Australien 260-8 (50)          | – | West Indies 234 (47.5) |
|                    |               | Australien gewinnt mit 26 Runs |   |                        |

### Drittes ODI in Port of Spain
| 12. März Scorecard | Port of Spain | West Indies 282-5 (50)           | – | Australien 149 (34.5) |
|                    |               | West Indies gewinnt mit 133 Runs |   |                       |

### Viertes ODI in Kingstown
| 15. März Scorecard | Kingstown | Australien 210-9 (48/48)                           | – | West Indies 208-3 (43.1/46) |
|                    |           | West Indies gewinnt mit 7 Wickets (revised target) |   |                             |

### Fünftes ODI in Georgetown
| 18. März Scorecard | Georgetown | Australien 286-9 (50)             | – | West Indies 287-5 (47.2) |
|                    |            | West Indies gewinnt mit 5 Wickets |   |                          |

## Tests

### Erster Test in Bridgetown
| 31. März – 2. April Scorecard | Bridgetown | West Indies 195 (48.1) & 189 (71.3) | – | Australien 346 (100.2) & 39-0 (6.5) |
|                               |            | Australien gewinnt mit 10 Wickets   |   |                                     |

### Zweiter Test in St. John’s
| 8. – 13. April Scorecard | St. John’s | Australien 216 (68.3) & 300-7d (108) | – | West Indies 260 (81.1) & 80-2 (30) |
|                          |            | Remis                                |   |                                    |

### Dritter Test in Port of Spain
| 21. – 23. April Scorecard | Port of Spain | Australien 128 (47) & 105 (36.1)  | – | West Indies 136 (59.5) & 98-1 (20.5) |
|                           |               | West Indies gewinnt mit 9 Wickets |   |                                      |

### Vierter Test in Kingston
| 29. April – 3. Mai Scorecard | Kingston | West Indies 265 (85.4) & 213 (69.4)              | – | Australien 531 (160.5) |
|                              |          | Australien gewinnt mit einem Innings und 53 Runs |   |                        |